# Baldresca

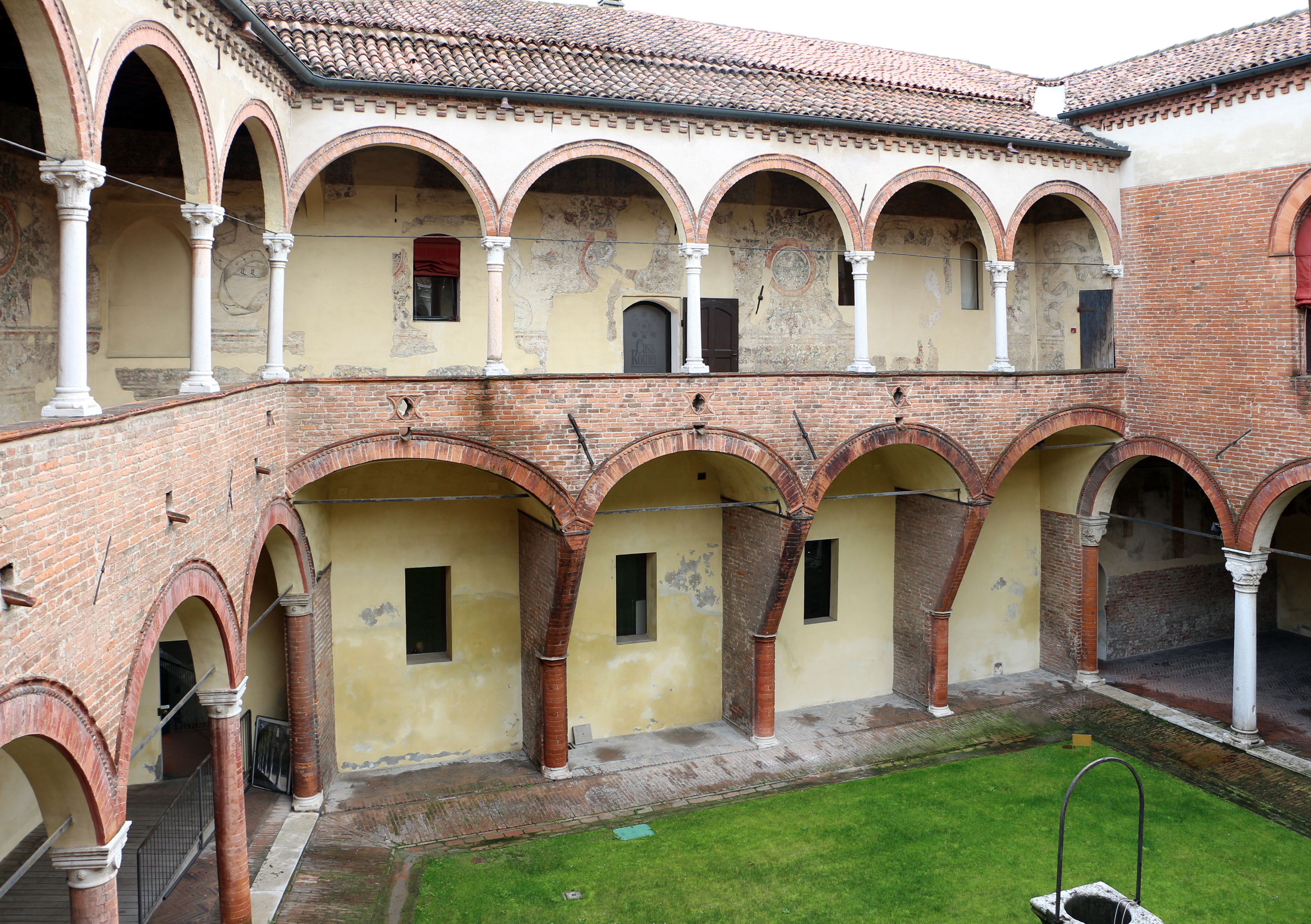
Le baldresche di Casa Romei

La baldresca è un elemento architettonico della tradizione medievale. In particolare, si tratta di una mensola con funzione di sostegno (ad esempio di una loggia rialzata).
Un esempio notevole di uso di baldresche è nella Casa Romei (un edificio del XV secolo sito a Ferrara, noto proprio per una peculiare commistione di elementi medievali e rinascimentali), dove sostengono la loggia est.